# Johan Eurén
Johan Magnus Eurén (ur. 18 maja 1985) – szwedzki zapaśnik. Brązowy medalista olimpijski z Londynu w wadze 120 kg i ósmy w Rio de Janeiro 2016 w kategorii 130 kg.
Walczy w stylu klasycznym, w kategorii do 120 kg. Zawody w 2012 były jego pierwszymi igrzyskami olimpijskimi. Brązowy medalista mistrzostw świata w 2013 i mistrzostw Europy w 2010, 2014 i 2016. Sześć razy na podium mistrzostw nordyckich w latach 2005 - 2015. Trzeci w Pucharze Świata w 2010 i szósty w 2015 roku.
Ośmiokrotny mistrz Szwecji w latach: 2009, 2011, 2012, 2013 (oba style), 2014, 2015 i 2017.